# 62 هـ
62 هـ هي سنة في التقويم الهجري امتدت مقابلةً في التقويم الميلادي بين سنتي 681 و682.

## أحداث
- 28 ذو الحجة - نشوب وقعة الحرة في المدينة المنورة بين أهلها من طرف ويزيد بن معاوية والأمويين من طرف آخر، بعد أن نقض أهل المدينة بيعة يزيد لما حدث في معركة كربلاء ومن مقتل الحسين بن علي، فطردوا والي يزيد على المدينة عثمان بن محمد بن أبي سفيان ومن معه من بني أمية، فأرسل على اثرهم يزيد جيش من الشام وأمر عليهم مسلم بن عقبة المري فوقعت بينهم المعركة وانتهت بمقتل عدد كبير من الصحابة وأبناء الصحابة والتابعين.

## مواليد
- أبان بن أبي عياش

## وفيات
- 15 رجب – زينب بنت علي بن أبي طالب
- مسروق بن الأجدع
- أم سلمة
- الرباب بنت امرئ القيس.[5]